# Francisco Javier Toledo
Francisco Javier Toledo Rivera (San Pedro Sula, 30 de septiembre de 1959-3 de agosto de 2006) fue un centrocampista de fútbol hondureño.
Murió, con tan solo 46 años, en el Hospital Mario Catarino Rivas de San Pedro Sula tras sufrir una larga enfermedad. Fue el segundo jugador mundialista de la selección de Honduras en morir, después de Domingo Drummond.

## Trayectoria
Durante su carrera futbolística, jugó principalmente por más tiempo en el CD Marathón, pero también representó los colores de los equipos Tela Timsa y CD Olimpia.

## Selección nacional
Representó a su país en 18 partidos de clasificación para la Copa Mundial de Fútbol y fue un miembro de la selección de Honduras para la Copa Mundial de España 1982.

### Participaciones en Copas del Mundo
| Mundial                        | Sede   | Resultado    |
| ------------------------------ | ------ | ------------ |
| Copa Mundial de Fútbol de 1982 | España | Primera fase |

## Clubes
| Club            | País     | Año       |
| --------------- | -------- | --------- |
| C.D. Marathón   | Honduras | 1977-1984 |
| C.D. Tela Timsa | Honduras | 1984-1985 |
| C.D. Olimpia    | Honduras | 1985-1987 |

## Palmarés

### Títulos nacionales
| Título        | Equipo   | País     | Año     |
| ------------- | -------- | -------- | ------- |
| Liga Nacional | Marathón | Honduras | 1979-80 |
| Liga Nacional | Olimpia  | Honduras | 1986-87 |

### Títulos internacionales
| Título                                | Equipo   | País     | Año  |
| ------------------------------------- | -------- | -------- | ---- |
| Campeonato de Naciones de la Concacaf | Honduras | Honduras | 1981 |